# Сунда (река)
Сунда — река в России, протекает в Кировской области и Республике Удмуртия. Устье реки находится в 0,6 км по правому берегу реки Чушкец. Длина реки составляет 15 км, площадь водосборного бассейна 69,1 км².
Исток реки на Красногорской возвышенности у нежилой деревни Тонаи к юго-востоку от деревни Канахинцы (центр Канахинского сельского поселения, Унинский район Кировской области) в 15 км к юго-востоку от посёлка Уни. Река течёт на юго-восток, протекает деревню Коркинцы и несколько нежилых. Приток — Чечерка (правый). Незадолго до устья перетекает в Удмуртию, где впадает в Чушкец за 600 метров до впадения самого Чушкеца в Уть.

## Данные водного реестра
По данным государственного водного реестра России относится к Камскому бассейновому округу, водохозяйственный участок реки — Вятка от водомерного поста посёлка городского типа Аркуль до города Вятские Поляны, речной подбассейн реки — Вятка. Речной бассейн реки — Кама.
По данным геоинформационной системы водохозяйственного районирования территории РФ, подготовленной Федеральным агентством водных ресурсов:
- Код водного объекта в государственном водном реестре — 10010300512111100038743
- Код по гидрологической изученности (ГИ) — 111103874
- Код бассейна — 10.01.03.005
- Номер тома по ГИ — 11
- Выпуск по ГИ — 1